# ノリタケセラミックス
株式会社ノリタケセラミックスは、かつて存在した日本のファインセラミックスメーカー。ノリタケカンパニーリミテドの子会社。1976年から1989年までノリタケセラミックス株式会社を名乗っていたが、その後2001年に再び改称するまでは三好セラミックス株式会社という名称であった。
2010年4月1日にはノリタケ機材と共に親会社であるノリタケカンパニーリミテドに吸収合併された。

## 沿革

### ノリタケセラミックス株式会社（1976年～1989年）
1970年ごろ、F-15戦闘機のエンジンを国産化する計画が持ち上がり、日本陶器（現・ノリタケカンパニーリミテド）ではガスタービンエンジンのタービン翼を冷却するためのセラミックスコアの開発への参入を決定した。このため、既にアメリカでこれを製造していたシャーウッド・リフラクトリーズ社と技術提携の契約を結び、1974年7月4日に両社の合弁でノリタケシャーウッド株式会社が設立された。
ノリタケシャーウッドは日本陶器の三好工場内に本社を置き、エンジン、一般機械向けのセラミックコアの製造を始めた。1976年9月に資本提携が解消されると、日本陶器の100%子会社となりノリタケセラミックス株式会社と改称した。これに伴って新たに厚膜印刷用のセラミック基板の生産が日本陶器の本社工場から移管された。なお、技術提携はその後も続いている。さらに伊勢電子工業（現・ノリタケ伊勢電子）や九州ノリタケ（後のノリタケ電子工業）とともに、蛍光表示管用のガラス基板の生産も手がけるようになった。1978年には日本陶器が感熱記録紙用のサーマルペンを開発し、その生産を行なっている。
1981年3月には三好町（当時）の三好工場内に新工場が完成し、ブラウン管の電子銃に用いるアルミナ基板シートの生産を始めた。また、ファクシミリやワープロの印字定着ヒーター用の基板の製造も行なっている。この一方でセラミックコアの生産も続けており、1988年にナフタリンをバインダーとして単結晶金属を製造する手法を開発した。

### 三好セラミックス株式会社（1989年～2001年）
1989年10月、ノリタケグループのセラミックコア、アルミナ基板、構造材などの生産を三好工場に統合し、ノリタケセラミックスは三好セラミックス株式会社に社名を変更した。このため、厚膜回路基板やサーマルペンの生産は1990年から九州ノリタケや1989年6月1日に設立された松阪ノリタケに引き継がれた。また、同年スポット溶接に使う窒化ケイ素製のアーク溶接用ノズルを商品化している。
長年続いたシャーウッド社との技術提携の契約期限が迫り、1992年12月に三好セラミックスは新たにイギリスのフェアリー社とセラミックコアについての技術提携を決めた。これにより、翌年10月には同社の手法を取り入れたプラントが稼動を始めた。1995年4月には大型発電機用ガスタービン翼を開発し、これの販売が軌道に乗ると1998年から翌年にかけて工場を増設している。

### 株式会社ノリタケセラミックス（2001年～）
ノリタケグループの再編に伴い、2000年にファインセラミックスの営業部門が親会社のノリタケカンパニーリミテドから譲渡された。翌2001年4月1日に、三好セラミックスを母体としてノリタケセラミックス株式会社が新たに設立された。2003年4月1日には松阪ノリタケを吸収し、三好町（現・みよし市）、松阪市、夜須町（現・香南市）の三箇所に工場を持つ体制が整い、現在に至る。